# Tetilla

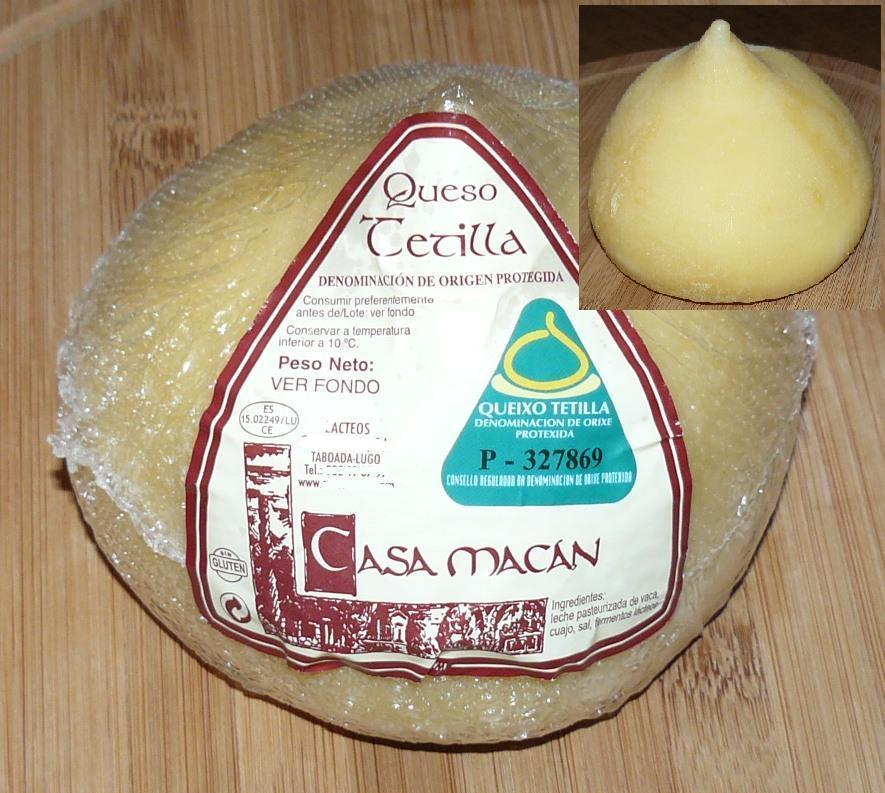
Tetilla w opakowaniu i bez

Tetilla – najbardziej charakterystyczny ser dla hiszpańskiego regionu Galicia. Należy do czterech gatunków galicyjskiego sera, objętych od 1993 przez Unię Europejską świadectwem pochodzenia. Nazwa tetilla pochodzi z hiszpańskiego i oznacza brodawkę sutkową, z uwagi na gruszkowaty kształt pojedynczej sztuki sera.

## Pochodzenie
Ser, obecnie produkowany w całej Galicji, wywodzi się z prowincji A Coruña i Pontevedra. Mleko (poddawane pasteryzacji) pochodzi najczęściej od krów rasy Rubia gallega o czerwonawym umaszczeniu. Czasami używa się także mleka ras Frisona lub Pardo Alpina. Dojrzewa ono przez 15-25 dni.

## Smak i konsystencja
Ser posiada gładką, cienką (mniej niż 3 mm) i żółtą skórkę. Smak słono-kwaskowaty, kremowy, maślany. Konsystencja delikatna i jednolita w całej objętości. Miąższ barwy kości słoniowej lub beżu. Waga pojedynczej sztuki waha się w granicach 750 g – 1,5 kg. Ser nie jest solony. Zapach przypomina mleko, z którego został wyprodukowany.

## Zestawienie
Jadany jako przekąska, doskonale smakuje z konfiturą z pigwy lub świeżymi winogronami. Z czerwonym winem z regionu La Rioja może dobrze zakończyć posiłek. Tetilla jest jednym z charakterystycznych składników kuchni galicyjskiej.